# Miguel Ángel Burelli Rivas
Miguel Ángel Burelli Rivas (La Puerta, Trujillo, Venezuela, 8 de julio de 1922-Washington D. C., EE. UU., 22 de octubre de 2003) fue un político, diplomático y jurista venezolano, quien fue ministro de Justicia durante el segundo gobierno de Rómulo Betancourt y canciller en el segundo gobierno de Rafael Caldera. Fue también director del Consejo Supremo Electoral y dos veces candidato presidencial.

## Carrera docente
Se graduó en Ciencias Políticas en la Universidad de Florencia (su padre era un Italo-venezolano de familia proveniente de la Isla de Elba) y fue director de Cultura de la Universidad de Los Andes, donde planificó la Escuela de Humanidades (posterior Facultad de Humanidades), pero fue desterrado durante la dictadura de Marcos Pérez Jiménez y no pudo asistir a su apertura. Tras esto optó por vivir en España, donde realizó un postgrado en leyes en la Universidad Autónoma de Madrid.  Allí se casó con María Briceño Picón, hija del escritor Mario Briceño Iragorry.
Fue director del instituto de Estudios Superiores para América Latina de la Universidad Simón Bolívar.

## Carrera política

### Ministro de Justicia
El presidente Rómulo Betancourt le asignó a Burelli Rivas la cartera ministerial de Justicia durante 1964.

### Embajador en el Reino Unido, Estados Unidos y Colombia
Fue destacada su carrera como funcionario en la administración pública, sobre todo en el área diplomática (dominaba el inglés, italiano y francés). Trabajó como director general del Ministerio de Relaciones Interiores; director del Consejo Supremo Electoral; embajador de Venezuela en el Reino Unido (1967-1968), donde fundó junto con el doctor Francisco Kerdel Vegas la Cátedra Simón Bolívar en la Universidad de Cambridge; embajador en Estados Unidos (1974-1976) y finalmente en Colombia.

### Candidaturas presidenciales de 1968 y 1973
De regreso a Venezuela fue candidato presidencial en las elecciones de 1968, representando al partido Unión Republicana Democrática (URD). Con el apoyo del FND y el FDP del llamado Frente de la Victoria logra obtener el 22% de los votos en elecciones, donde resultó triunfador Rafael Caldera. Se postuló nuevamente a las elecciones presidenciales del año 1973 por el partido Opina, pero en esta ocasión obtuvo menos del 1%.
Burelli presidió el Comité organizador de la III Conferencia de las Naciones Unidas sobre Derechos del Mar, efectuada en Caracas (1973-1974).

### Ministro de Relaciones Exteriores
En 1994 se postuló a la Secretaría General de OEA, pero perdió ante el expresidente colombiano César Gaviria, debido al decisivo apoyo del gobierno de los Estados Unidos.

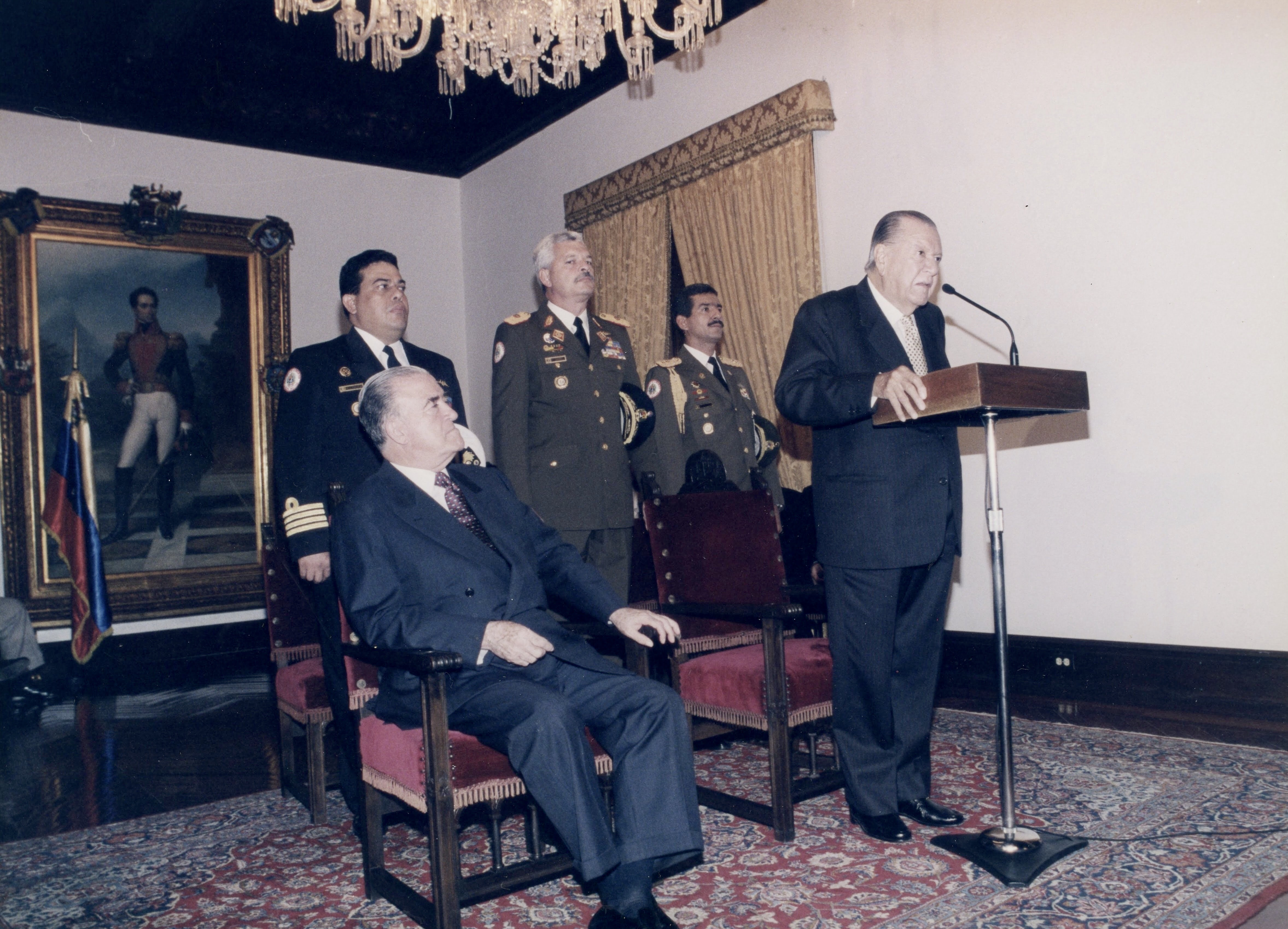
El canciller Burelli Rivas junto al presidente Rafael Caldera, en la salutación del cuerpo diplomático al iniciarse el año 1998. Casa Amarilla, Caracas.

Igualmente se le asignó la cartera ministerial de Relaciones Exteriores (1994-1999).

### Muerte
Falleció en un hospital en Washington D. C., el 22 de octubre de 2003, a causa de la hemorragia cerebral y del cáncer de pulmón que padecía.

## Obra
Escribió diversos libros, entre ellos: Afirmación de Venezuela: itinerario de una inquietud (1971), La democracia en América Latina: frustraciones y perspectivas (1979), Caricatura de democracia (1990), Versiones y pasiones (1990), De la integración andina (1993), El asilo como derecho (1998), así como publicaciones de manera póstuma como la Biografía del Cardenal Quintero (2005) y En Primera Persona, su autobiografía aparecida, de manera póstuma, en 2009.